# Корзано (Лече)
Корзано (итал. Corsano) је насеље у Италији у округу Лече, региону Апулија.
Према процени из 2011. у насељу је живело 5526 становника. Насеље се налази на надморској висини од 126 м.

## Становништво
| 1931. | 1936. | 1951. | 1961. | 1971. | 1981. | 1991. | 2001. | 2011. |
| ----- | ----- | ----- | ----- | ----- | ----- | ----- | ----- | ----- |
| 2.526 | 2.796 | 3.440 | 4.124 | 4.434 | 4.754 | 5.345 | 5.735 | 5.632 |